# Venturia thwaitesii
Venturia thwaitesii är en svampart som beskrevs av Massee & Crossl. 1904. Venturia thwaitesii ingår i släktet Venturia och familjen Venturiaceae.   Inga underarter finns listade i Catalogue of Life.